# 觸穢
觸穢，是一種宗教觀念，世界上不少宗教皆有認為不潔（穢）可由接觸傳播的觀念。

## 東亞
東亞傳統宗教包括道教、巫覡宗教如中國民間信仰、日本神道和陰陽道、朝鮮巫教皆觸穢思想。認為死亡、懷孕及分娩、流血也是不潔，接觸到會沾上霉氣和生病，所以處於這種狀態和從事此種工作的人要與其他人隔離，亦不能參與一些宗教儀式。而被感染的人需到廟宇、寺院、神社等宗教場所由進行祓除儀式恢復潔淨。
日本延喜式中對不同情況下的不潔訂下不同隔離日數：人之死穢30日、人之産穢7日、六畜之死穢5日、六畜之産穢3日，謹慎嚴格實行。在中國傳統中，女性在月經期間若要入廟參拜，要用紅繩索住褲腳，以示尊重神明。帶孝未足一年或有親屬離世而未入殮者，稱為「見刺」。而婦女在懷孕及坐月（產下嬰兒後的一個月內）期間則不宜入廟。
不潔觀念對保持衛生習慣有一定幫助，但對女性和從事喪葬相關職業者也產生了歧視。

## 印度文化圈
在印度教教理中，不潔可由接觸傳播，所以從事宗教上不潔工作的賤民要與其他種姓的人隔離，以免傳播污穢（經期中的女人也要與家人分開以免傳播污染）。

## 斯拉夫文化
斯拉夫民族民間信仰中有一種觀念稱為「不潔之力」，接觸到不潔之力的人要透過向上帝祈禱和誦讀特定的祈禱文。

## 伊斯蘭教
伊斯蘭教強調酒、血和豬肉是不潔之物，穆斯林在飲食上要避免接觸和只可食用按儀式宰殺的牲畜。